# Acacimenus variabilis
Acacimenus variabilis är en insektsart som beskrevs av Chandrasekhara A. Viraktamath 1999. Acacimenus variabilis ingår i släktet Acacimenus och familjen dvärgstritar. Inga underarter finns listade i Catalogue of Life.